# Schusterbauernhaus

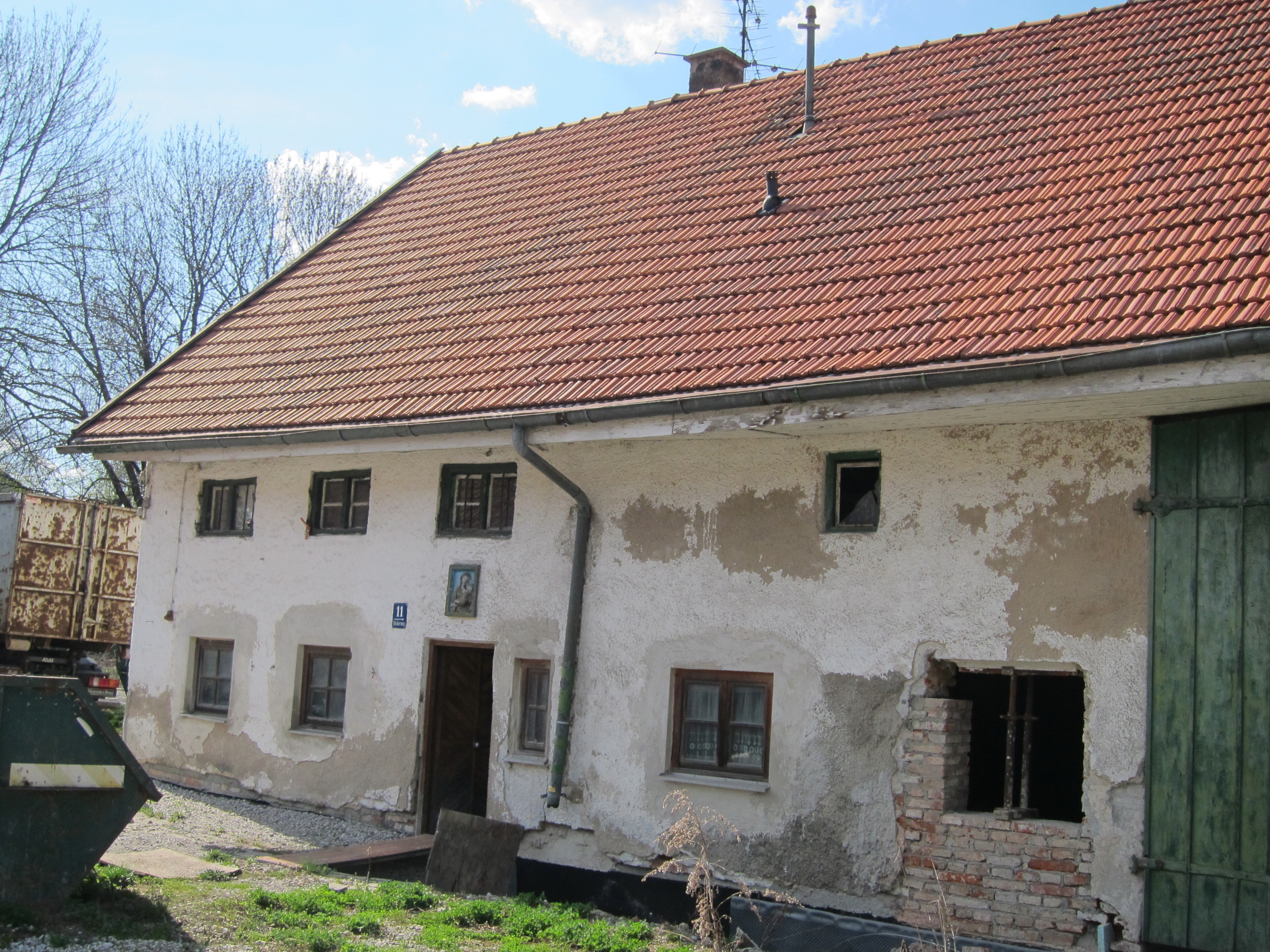
Riem, Schusterbauernhaus vor dem Umbau

Das Schusterbauernhaus aus dem Jahr 1750 wurde 2015 nach Plänen von Peter Haimerl umgebaut und ist unter der Artikelnummer D-1-62-000-6706 in der Denkmalliste Bayern eingetragen.

## Lage
Das ehemalige Wohnstallstadelhaus befindet sich in der Münchner Ortslage Alt-Riem im Stockerweg 11.

## Geschichte und Architektur
Es handelt sich um eine zweigeschossige Einfirstanlage. Die Eingangsseite des Satteldachbaus besitzt eine vorkragende Traufe (Gred) mit einem Muttergottes-Relief über der Eingangstür. Stefan Höglmaier von Euroboden kaufte und rettete das vor Verfall stehende Haus und beauftragte im Jahr 2012 den Münchner Architekten Peter Haimerl mit dem Umbau. Das Haus besitzt zwei ineinander verschränkte Wohnungen. Ein Teil wurde erhalten und restauriert und der zweite Teil wurde mit einem gekippten Betonkubus versehen, der neue Qualitäten zeigt.

## Auszeichnungen
- 2017: Nominierung – DAM Preis[5]

## Denkmal
Das Bauernhaus steht unter Denkmalschutz und ist im Denkmalatlas des Bayerischen Landesamtes für Denkmalpflege und in der Liste der Baudenkmäler in Riem eingetragen.